# Костадин Милошевић
Костадин „Коста“ Милошевић (Срефлије, код Босанске Дубице, 7. јул 1935) је друштвени радник из Загреба укључен у обнављање и очување организација Српско привредно друштво Привредник и Српско културно друштво Просвјета у Загребу по осамостаљивању Републике Хрватске и за време рата у Хрватској.
Био је председник Привредника у два мандата, од 1995. до 1997. године и од 2001. до 2003. године. Више пута је био потпредседник и члан Управног одбора Привредника. Члан је Привредниковог Патроната.
Био је члан Глабног одбора СКД Просвјета и председник Просвјетиног пододбора у Загребу.
Син је Савана и Милеве, рођ. Глибић. У Загреб долази за време Другог светског рата без родитеља заједно са другом српском децом из Поткозарја у акцији коју је покренула Дијана Будисављевић.